# Бон-Принсипиу
Бон-Принсипиу (порт. Bom Princípio) — муниципалитет в Бразилии, входит в штат Риу-Гранди-ду-Сул. Составная часть мезорегиона Агломерация Порту-Алегри. Входит в экономико-статистический микрорегион Монтенегру. Население составляет 10 910 человек на 2007 год. Занимает площадь 88,242 км². Плотность населения — 124,5 чел./км².

## История
Город основан 12 мая 1982 года.

## Статистика
- Валовой внутренний продукт на 2003 год составляет 135 643 972,00 реалов (данные: Бразильский институт географии и статистики).
- Валовой внутренний продукт на душу населения на 2003 год составляет 13 164,21 реалов (данные: Бразильский институт географии и статистики).
- Индекс развития человеческого потенциала на 2000 год составляет 0,836 (данные: Программа развития ООН).